# Günter Amesberger
Günter Amesberger (* 1959 in St. Pölten) ist ein österreichischer Sportwissenschaftler und Hochschullehrer.

## Leben
Nach dem bis 1977 andauernden Schulbesuch in Wieselburg studierte Amesberger an der Universität Wien bis 1983 Leibeserziehung, Mathematik sowie Philosophie/Psychologie/Pädagogik für das Höhere Lehramt. Hernach studierte er Psychologie, während er teils gleichzeitig im Schuldienst und dann als Universitätsassistent am Institut für Sportwissenschaften der Universität Wien tätig war. 1988 legte er an der Universität Wien seine sportpsychologische Doktorarbeit Bewegungshandeln und -lernen am Beispiel des alpinen Skilaufs: ein Beitrag zur psychologischen Bewegungsforschung vor.
1993 erlangte Amesberger die Lehrbefähigung für das Fach Sportpsychologie. Bis 2004 war er weiterhin am Institut für Sportwissenschaften der Universität Wien beschäftigt, mittlerweile als Universitätsdozent beziehungsweise als außerordentlicher Professor. 1997 lehnte Amesberger aus persönlichen Gründen einen Ruf an die Deutsche Sporthochschule Köln ab. Er nahm im Zeitraum 1996 bis 2004 Gastprofessuren an den Universitäten Salzburg und Innsbruck wahr. Im Jahr 2004 wurde ihm auch für das Fach Sportpädagogik die Lehrbefähigung erteilt.
Amesberger trat Anfang Oktober 2005 eine Professorenstelle am Fachbereich Sport- und Bewegungswissenschaft der Universität Salzburg an und wurde damit an der Hochschule Nachfolger von Stefan Größing. Im Oktober 2011 übernahm Amesberger die Leitung des Fachbereichs.
Zwischen 1998 und 2000 war Amesberger Vorsitzender der Österreichischen Sportwissenschaftlichen Gesellschaft.
Er befasste beziehungsweise befasst sich unter anderem schwerpunktmäßig mit den Themenbereichen Persönlichkeitsentwicklung durch Bewegung, psychologische Aspekte beim motorischen Lernen, Schulsport, Unfälle im Schulsport, Bewegung in der Natur, körperliche und psychische Auswirkungen von Bewegung, Belastungsbewältigung im Nachwuchsleistungssport sowie Pädagogik im Leistungssport.